# سلامی محض رضای عشق
سلامی محض رضای عشق 
(به تلوگویی: Hello Guru Prema Kosame) یا سلام گورو، به خاطر عشق (به انگلیسی: Hello guru, for the love's sake) فیلمی هندی محصول سال ۲۰۱۸ و به کارگردانی ترینادا رائو ناکینا است. در این فیلم بازیگرانی همچون رام پوتینینی، آنوپاما پارامیسواران، پرانیتا سوبهاش، پراکاش راج، آمانی، سایاجی شینده و ساپتاگیری ایفای نقش کرده‌اند.